# Peucaea ruficauda
Peucaea ruficauda е вид птица от семейство Овесаркови (Emberizidae).

## Разпространение
Видът е разпространен в Гватемала, Коста Рика, Мексико, Никарагуа, Салвадор и Хондурас.